# José Álvares de Azevedo
José Álvares de Azevedo (Rio de Janeiro, 8 de abril de 1834 — Rio de Janeiro, 17 de março de 1854) foi o primeiro professor cego brasileiro, responsável pela introdução do Sistema Braille no Brasil e considerado o "Patrono da educação de cegos no Brasil".
José Álvares foi o idealizador da primeira escola para o ensino de cegos no Brasil, o Imperial Instituto de Meninos Cegos (hoje, Instituto Benjamin Constant) inaugurado em 17 de setembro de 1854, no Rio de Janeiro).

## Primeiros anos e os estudos em Paris
José Álvares nasceu cego em 8 de abril de 1834, em uma abastada família do Rio de Janeiro, então capital do Império do Brasil. Em 1839, um médico amigo da família, Dr. Maximiliano Antônio de Lemos, informa aos seus pais sobre uma escola de cegos da França, onde Álvares de Azevedo poderia estudar e melhor se desenvolver: o Instituto Real dos Jovens Cegos de Paris. Mas eles não queriam se afastar de seu filho e somente em agosto de 1844, ele é enviado para a escola, quando estava com 10 anos e lá permaneceu por seis anos como aluno interno.
No período em que estudou no Instituto de Paris, José Álvares aprendeu o Sistema Braille (sistema de leitura e escrita em relevo desenvolvido pelo francês Louis Braille), que estava em fase de experimentação (paralelamente ao uso do sistema de leitura tradicional com os caracteres comuns em relevo). Dedicava-se aos estudos e teve ótimo aproveitamento e em 1850, voltou ao Brasil e passou a trabalhar de forma intensa para alcançar seus objetivos: disseminar o Sistema Braille para um maior número de pessoas e criar uma escola de cegos nos mesmos moldes do Instituto de Paris.

## Retorno ao Brasil: ensino e difusão do Sistema Braille
Chegando ao Brasil em dezembro de 1850, José Álvares começou a fazer palestras em vários lugares, escreveu artigos ressaltando a importância do Sistema Braille para educação dos cegos e assim, com 16 anos, passou ensinar e a difundir o Sistema Braille de forma incessante. Além de ter sido o primeiro professor cego do Brasil foi também o primeiro professor especializado no ensino de cegos no Brasil.
Ensinou o Sistema Braille a uma moça cega chamada Adélia Sigaud, que era filha do médico da Corte Imperial, Dr. Francisco Xavier Sigaud, que vendo o desenvolvimento da sua filha, conseguiu uma audiência para José Álvares com o imperador D. Pedro II. Ele realizou uma demonstração de como uma pessoa cega poderia ler e escrever por meio do Sistema Braille, deixando o imperador impressionado e aberto à ideia da criação de uma escola para cegos.
Álvares de Azevedo trabalhou ativamente nas atividades iniciais para a fundação do Imperial Instituto dos Meninos Cegos, mas não conseguiu ver a escola que idealizou ser inaugurada em 17 de setembro de 1854, pois faleceu exatamente seis meses antes, em 17 de março, vítima de tuberculose, aos 19 anos.
Nos seus últimos anos, além de se dedicar ao estudo das letras, estudou também História do Brasil e deixou trabalhos escritos, de acordo com a palavras do Dr. Sigaud, em seu discurso de inauguração do Imperial Instituto, hoje Instituto Bejamin Constant. O Dr. Sigaud foi o primeiro diretor do Instituto, no período de 1854 a 1856.

## Legado

### O Dia Nacional do Braille e José Álvares de Azevedo
A Lei 12.266 (de 21 de junho de 2010) institui o Dia Nacional do Braille, a ser celebrado todos os anos no dia 08 de abril, em homenagem ao nascimento de Álvares de Azevedo.
A data, além de homenagear o legado de Louis Braille e a memória de Álvares de Azevedo, reforça a importância de ações que valorizem a produção, o uso e o ensino do Sistema Braille (incluindo capacitação de profissionais) e possibilita a reflexão diante dos desafios para a continuidade de produção de obras em braille.

## Homenagem
Em 8 abril de 2023, José Álvares de Azevedo foi homenageado pelo Google com um Doodle em comemoração ao 189º aniversário do educador.